# آش پشت پا
آشِ پشتِ پا نام گونه‌ای آش و سنتی ایرانی بین عامه است به این ترتیب که خانوادهٔ شخص مسافر، سه روز  پس از رفتن او این آش را می‌پزند و به خویشاوندان، همسایگان یا فقیران می‌دهند و اعتقاد دارند برای مسافر شگون می‌آورد. به آئین و رسم پختن آش پشت پا، «پشت پاپزان» گفته می‌شود.
این آش اغلب از حبوبات و سبزیجات مرسوم آش به همراه ادویه و معمولاً کشک تهیه می‌شود.